# アルド・カステラーニ

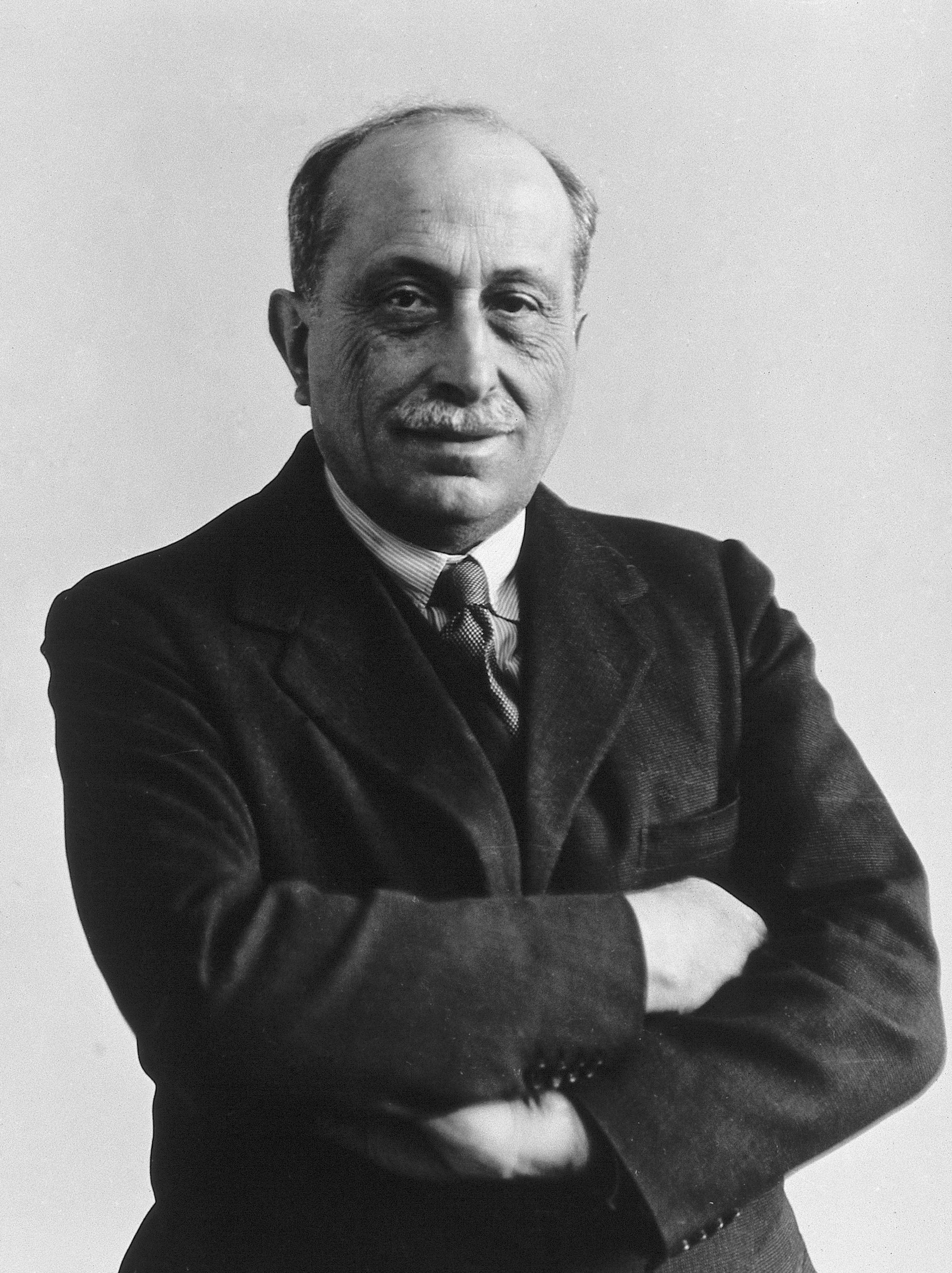
アルド・カステラーニ

アルド・カステラーニ（イタリア語: Aldo Castellani、1877年9月8日 - 1971年10月3日）は、イタリアの病理学者、細菌学者である。

## 略歴
フィレンツェで生まれ、そこで教育を受け、1899年に医学号を得た。ボンでしばらく働いた後、ロンドンの1901年にロンドン公衆衛生・熱帯医学大学（School of Hygiene and Tropical Medicine　in London）に入学した。1902年に王立協会のアフリカ睡眠病の調査に、ロー（George Carmichael Low）やクリスティ（Cuthbert Christy）とともに参加し、エンテベ、ウガンダに渡り、アフリカ睡眠病の患者の髄液からトリパノソーマを見出し、これが病原体であるとした。フランベジア（森林梅毒）のスピロヘータを発見し、細菌学や皮膚の寄生虫病の分野で、業績を上げた。1903年にスリランカ政府からコロンボ中央研究所の細菌学者に任命され、菌類や細菌学の研究を続け、いくつかの腸内細菌の記載を行った。血清学的同定の試験法を発明した。1915年にスリランカを離れ、ナポリ大学の医学教授となった。第一次世界大戦中はセルビアやマケドニアで衛生委員会のメンバーとなった。
1919年に、イギリス年金省のコンサルタントとしてロンドンに渡り 、ロンドン公衆衛生・熱帯医学大学の菌類学、菌症の講師を務め 、診療所を開いた。1928年に聖マイケル・聖ジョージ勲章ナイトコマンダー(KCMG)を受勲し、イギリス人貴族の娘と結婚した。ファシストのベニート・ムッソリーニのような著名人を熱心に治療したため、イギリスで彼の評判は落ち、第二次世界大戦中にイタリア軍の医療サービスのチーフとなった。
1959年に設立した国際皮膚科学学会の会長を1960年から1964年の間、務め、ルイジアナ州立大学の熱帯医学の教授なども務めた。

## 著作
- Manual of tropical medicine, 1910 (A. J. Chalmersと共著)
- Fungi and fungous diseases, 1928
- Climate and acclimatisation,1938
- Manuale di clinica tropicale, (Jaconoと共著)
- Microbes, Men and Monarchs: A Doctor's Life in Many Lands: The Autobiography of Aldo Castellani Victor Gollancz LTD (1963)

## 家族
子女: ジャクリーン・カステラーニ（1910年-2015年）。1934年にイギリスの政治家・外交官で貴族のマイルズ・ランプソンの後妻となる。以下の子を儲けた。
- 次男　ヴィクター・マイルズ・ジョージ・オルダス・ランプソン (1941-) ： 第3代キラーン男爵位を継承
- 三女　ジャケット・ジェーン・フレデリカ・ランプソン（英語版） (1943-) ： 第10代セント・ジャーマンズ伯爵（英語版）ペレグリン・エリオット（英語版）と結婚
- 四女　ロクサーナ・ローズ・キャサリン・ネイラ・ランプソン (1945-) ： イアン・ロスと結婚